# Cocal do Sul
Cocal do Sul este un oraș în Santa Catarina (SC), Brazilia.